# Arrondissement Palaiseau
Arrondissement de Palaiseau je správní územní jednotka ležící v regionu Île-de-France ve Francii. Člení se dále na 19 kantonů a 65 obcí.

## Kantony
- Arpajon
- Athis-Mons
- Bièvres
- Brétigny-sur-Orge
- Limours
- Longjumeau
- Massy-Ouest
- Montlhéry
- Orsay
- Palaiseau
- Sainte-Geneviève-des-Bois
- Savigny-sur-Orge
- Chilly-Mazarin
- Gif-sur-Yvette
- Saint-Michel-sur-Orge
- Villebon-sur-Yvette
- Juvisy-sur-Orge
- Massy-Est
- Les Ulis